# Lewisita
La lewisita es el nombre común de  un compuesto químico sintético de la familia de las arsinas. En estado puro se presenta en forma de un líquido, que adquiere el aspecto de un aceite de color café con un olor similar al del geranio. 
Por su extrema toxicidad, la lewisita es un compuesto empleado en la fabricación de armas químicas que actúa como agente vesicante e irritante pulmonar, a veces usado en combinación con el gas mostaza.

## Formulación
La lewisita suele encontrarse como una mezcla de dos isómeros: el predominante es el dicloruro de 2-clorovinilarsino, aunque también suele haber presente dicloruro bis(2-cloroetenil)arsinoso y tris(2-clorovinil)arsinoso. La lewisita puede escribirse con alguno de los nombres anteriores, y también se describe a veces como 2-clorovinildicloroarsina, dicloruro (2-cloroetenil)arsinoso, o bien, dicloro- (2-clorovinil) arsina. La hidrólisis de la lewisita forma ácido clorhídrico, y en contacto con soluciones alcalinas puede formar arsenato trisódico venenoso.

## Propiedades
Puede penetrar fácilmente en la ropa común, e incluso el caucho. Al contacto con la piel causa dolor inmediato y sarpullido eccematoso. Las ampollas se desarrollan 12 horas tras el contacto, y las molestias persisten hasta dos o tres días después. Una absorción suficiente de este compuesto puede causar envenenamiento sistémico, que llevará a una necrosis hepática o incluso la muerte.
La inhalación de la lewisita causa quemazón dolorosa, moqueo nasal, tos, vómito y posiblemente edema pulmonar. Su ingestión resulta en un severo dolor, náusea, vómito y daños en los tejidos. Los síntomas generalizados también incluyen nerviosismo, debilidad, temperatura inferior a la normal y baja tensión arterial.

## Origen y uso
La lewisita recibe  su nombre del químico y militar Winford Lee Lewis (1878-1943). En 1918 Lewis encontró la tesis de Julius Nieuwland en Maloney Hall, un laboratorio químico que forma parte de la Universidad Católica de América, en Washington D. C.. En dicha tesis, Nieuwland detallaba el producto de la reacción entre el tricloruro de arsénico y el acetileno en presencia de una solución de cloruro de mercurio en ácido clorhídrico.
Se desarrolló como arma secreta en Nela Park, Ohio, y recibió el nombre "nuevo G-34" a fin de que se confundiera su desarrollo con el del gas mostaza. Aunque no se usó durante la Primera Guerra Mundial, se experimentó con la lewisita durante los años 1920, con el apodo de "rocío de la muerte"
Tras la Primera Guerra Mundial, los Estados Unidos de América mostraron cada vez más interés en la lewisita, debido a que no era inflamable. Mantuvo el símbolo militar M1 hasta iniciada la Segunda Guerra Mundial, en que fue cambiado por L. Las pruebas de campo hechas con la lewisita durante la Segunda Guerra Mundial demostraron que no se podían alcanzar concentraciones letales en condiciones de alta humedad debido a su elevado nivel de hidrólisis. Además, su olor característico y el elevado lagrimeo que provocaba obligaba a las tropas a usar máscaras antigás y evitar las zonas contaminadas. Los Estados Unidos produjeron unas 20.000 toneladas de lewisita, que usaron principalmente como anticongelante para el gas mostaza, o para penetrar las ropas de protección en situaciones especiales. Fue reemplazada por la variante HT del gas mostaza (una mezcla 60:40 de sulfuro de mostaza y Mostaza O), y declarada obsoleta en los años 1950. El tratamiento por intoxicación se realiza con Dimercaprol. La mayor parte de las existencias de lewisita se neutralizaron con lejía y se arrojaron al Golfo de México, aunque algunas fueron guardadas en el Depósito Químico de Deseret.
A mediados del 2006 surgió la noticia de que China y Japón aún están limpiando conjuntamente las existencias japonesas de lewisita enterradas en el noreste de China durante la Segunda Guerra Mundial. Japón parece estar muy por detrás en su compromiso para limpiar el lugar. Durante los últimos veinte años, residentes de la zona han muerto por la exposición accidental a la toxina.